# Wandered to LA
«Wandered to LA» (en español, «Vagó a LÁ») es una canción del rapero y cantante estadounidense Juice Wrld y el cantante canadiense Justin Bieber. Fue lanzado a través de Grade A Productions a través de una licencia exclusiva a Interscope Records el 3 de diciembre de 2021. Es el segundo sencillo de su cuarto álbum de estudio Fighting Demons.

## Antecedentes
Juice Wrld hizo una vista previa de la canción por primera vez en septiembre de 2018 antes de que Bieber fuera agregado a la canción. En el verso de Juice Wrld, detalla su amor por las drogas y los detalles de Bieber trabajando para hacer que una relación funcione en su verso.

## Lanzamiento y promoción
El 2 de diciembre de 2021, lo que habría sido el cumpleaños número 23 de Juice Wrld, su equipo anunció el sencillo y su inminente lanzamiento junto con la incorporación de Bieber como co-artista principal. También se lanzó un video avance, que detalla a Juice Wrld y Bieber hablando sobre sus respectivas adicciones a las drogas anteriores y aconsejan a sus fanáticos que hablen sobre la soledad. A las 9 PM de esa noche (PST) y medianoche (EST) y más tarde en otros territorios, el audio oficial se subió al canal oficial de Juice Wrld.